# جون ويستون (كاتب)
جون ويستون (بالإنجليزية: John Weston)‏ هو دبلوماسي وكاتب سيناريو وشاعر بريطاني، ولد في 13 أبريل 1938.